# Liste des monuments historiques de Rijkevorsel
Cette page regroupe l'ensemble des monuments classés de la ville belge de Rijkevorsel.
| Objet                                                                           | Statut du classement? | Année de construction/architecte | Section communale | Adresse                   | Coordonnées                      | Numéro d'inventaire | Illustration                                         |
| ------------------------------------------------------------------------------- | --------------------- | -------------------------------- | ----------------- | ------------------------- | -------------------------------- | ------------------- | ---------------------------------------------------- |
| (nl) Twee araucaria's                                                           | Oui                   |                                  | Rijkevorsel       | Molenstraat 5             | 51° 21′ 01″ nord, 4° 45′ 30″ est | 200712              | Téléverser                                           |
| (nl) Kapel van Onze-Lieve-Vrouw van Zeven Weeën                                 | Oui                   |                                  | Rijkevorsel       | Achtel 52                 | 51° 22′ 45″ nord, 4° 46′ 08″ est | 46800               | Téléverser                                           |
| (nl) Hoeve                                                                      | Oui                   |                                  | Rijkevorsel       | Achtel 54                 | 51° 22′ 45″ nord, 4° 46′ 11″ est | 46801               | Téléverser                                           |
| (nl) Herenhuis                                                                  |                       |                                  | Rijkevorsel       | Bochtenstraat 11          | 51° 20′ 54″ nord, 4° 45′ 45″ est | 46802               | Téléverser                                           |
| (nl) Dubbelhuis                                                                 |                       |                                  | Rijkevorsel       | Bochtenstraat 13          | 51° 20′ 54″ nord, 4° 45′ 45″ est | 46803               | Téléverser                                           |
| (nl) Oude hoevesite                                                             |                       |                                  | Rijkevorsel       | Bochtenstraat 28          | 51° 20′ 50″ nord, 4° 45′ 45″ est | 46805               | Téléverser                                           |
| (nl) Tweegezinswoning                                                           |                       |                                  | Rijkevorsel       | Bochtenstraat 32          | 51° 20′ 50″ nord, 4° 45′ 47″ est | 46806               | Téléverser                                           |
| (nl) Tweegezinswoning                                                           |                       |                                  | Rijkevorsel       | Bochtenstraat 34          | 51° 20′ 50″ nord, 4° 45′ 47″ est | 46806               | Téléverser                                           |
| (nl) Parochiekerk Sint-Willibrordus                                             | Oui                   |                                  | Rijkevorsel       | Dorp 1                    | 51° 20′ 59″ nord, 4° 45′ 39″ est | 46808               | Téléverser                                           |
| (nl) Herenhuis in nieuwe zakelijkheid                                           |                       |                                  | Rijkevorsel       | Dorp 3                    | 51° 21′ 02″ nord, 4° 45′ 34″ est | 46809               | Téléverser                                           |
| (nl) Dorpshuizen                                                                |                       |                                  | Rijkevorsel       | Dorp 4                    | 51° 20′ 59″ nord, 4° 45′ 34″ est | 46810               | Téléverser                                           |
| (nl) Dorpshuizen                                                                |                       |                                  | Rijkevorsel       | Dorp 7                    | 51° 20′ 59″ nord, 4° 45′ 34″ est | 46810               | Téléverser                                           |
| (nl) Dorpshuizen                                                                |                       |                                  | Rijkevorsel       | Dorp 8                    | 51° 20′ 59″ nord, 4° 45′ 34″ est | 46810               | Téléverser                                           |
| (nl) Herenhuis                                                                  |                       |                                  | Rijkevorsel       | Dorp 9                    | 51° 20′ 59″ nord, 4° 45′ 35″ est | 46811               | Téléverser                                           |
| (nl) Burgerhuis                                                                 |                       |                                  | Rijkevorsel       | Dorp 34                   | 51° 20′ 52″ nord, 4° 45′ 41″ est | 46812               | Téléverser                                           |
| (nl) Art-decoburgerhuis                                                         |                       |                                  | Rijkevorsel       | Dorp 36                   | 51° 20′ 53″ nord, 4° 45′ 41″ est | 46813               | Téléverser                                           |
| (nl) Dorpswoning met café                                                       |                       |                                  | Rijkevorsel       | Dorp 37                   | 51° 20′ 54″ nord, 4° 45′ 41″ est | 46814               | Téléverser                                           |
| (nl) Dubbelhuis, pastorie                                                       |                       |                                  | Rijkevorsel       | Dorp 47                   | 51° 20′ 57″ nord, 4° 45′ 41″ est | 46815               | Téléverser                                           |
| (nl) Mariakapel en Lourdesgrot                                                  |                       |                                  | Rijkevorsel       | Eekhofstraat              | 51° 21′ 05″ nord, 4° 46′ 20″ est | 46817               | Téléverser                                           |
| (nl) Woning Simons                                                              |                       |                                  | Rijkevorsel       | Eekhofstraat 50           | 51° 21′ 00″ nord, 4° 46′ 07″ est | 46818               | Téléverser                                           |
| (nl) Woning Helsen, patiowoning                                                 |                       |                                  | Rijkevorsel       | Emiel van Roeystraat 4    | 51° 20′ 52″ nord, 4° 45′ 34″ est | 46819               | Téléverser                                           |
| (nl) Twee arbeidershuizen                                                       |                       |                                  | Rijkevorsel       | Emiel van Roeystraat 25   | 51° 20′ 54″ nord, 4° 45′ 31″ est | 46820               | Téléverser                                           |
| (nl) Wijnhof', industriegebouw                                                  |                       |                                  | Rijkevorsel       | Gammel 92                 | 51° 22′ 33″ nord, 4° 45′ 28″ est | 46821               | Téléverser                                           |
| (nl) Domein met jachtpaviljoen                                                  | Oui                   |                                  | Rijkevorsel       | Hees 1                    | 51° 22′ 22″ nord, 4° 44′ 04″ est | 46822               | Téléverser                                           |
| (nl) Groepering van sociale woningen                                            |                       |                                  | Rijkevorsel       | Helhoekweg 55             | 51° 20′ 42″ nord, 4° 45′ 19″ est | 46823               | Téléverser                                           |
| (nl) Groepering van sociale woningen                                            |                       |                                  | Rijkevorsel       | Helhoekweg 57             | 51° 20′ 42″ nord, 4° 45′ 19″ est | 46823               | Téléverser                                           |
| (nl) Groepering van sociale woningen                                            |                       |                                  | Rijkevorsel       | Helhoekweg 59             | 51° 20′ 42″ nord, 4° 45′ 19″ est | 46823               | Téléverser                                           |
| (nl) Groepering van sociale woningen                                            |                       |                                  | Rijkevorsel       | Helhoekweg 61             | 51° 20′ 42″ nord, 4° 45′ 19″ est | 46823               | Téléverser                                           |
| (nl) XIX-Dorpscafé                                                              |                       |                                  | Rijkevorsel       | Hoek 4                    | 51° 20′ 52″ nord, 4° 45′ 37″ est | 46824               | Téléverser                                           |
| (nl) Kasteelhoeve van Hof ter Looi                                              |                       |                                  | Rijkevorsel       | Hoeveweg 7                | 51° 19′ 51″ nord, 4° 45′ 59″ est | 46826               | Téléverser                                           |
| (nl) Dorpswoningen                                                              |                       |                                  | Rijkevorsel       | Hoogstraatsesteenweg 10   | 51° 21′ 02″ nord, 4° 45′ 38″ est | 46827               | Téléverser                                           |
| (nl) Dorpswoningen                                                              |                       |                                  | Rijkevorsel       | Hoogstraatsesteenweg 2    | 51° 21′ 02″ nord, 4° 45′ 38″ est | 46827               | Téléverser                                           |
| (nl) Dorpswoningen                                                              |                       |                                  | Rijkevorsel       | Hoogstraatsesteenweg 3    | 51° 21′ 02″ nord, 4° 45′ 38″ est | 46827               | Téléverser                                           |
| (nl) Dorpswoningen                                                              |                       |                                  | Rijkevorsel       | Hoogstraatsesteenweg 4    | 51° 21′ 02″ nord, 4° 45′ 38″ est | 46827               | Téléverser                                           |
| (nl) Dorpswoningen                                                              |                       |                                  | Rijkevorsel       | Hoogstraatsesteenweg 6    | 51° 21′ 02″ nord, 4° 45′ 38″ est | 46827               | Téléverser                                           |
| (nl) Dorpswoningen                                                              |                       |                                  | Rijkevorsel       | Hoogstraatsesteenweg 8    | 51° 21′ 02″ nord, 4° 45′ 38″ est | 46827               | Téléverser                                           |
| (nl) Winkelhuis                                                                 |                       |                                  | Rijkevorsel       | Hoogstraatsesteenweg 6    | 51° 21′ 02″ nord, 4° 45′ 38″ est | 46831               | Téléverser                                           |
| (nl) Dubbelhuis                                                                 |                       |                                  | Rijkevorsel       | Hoogstraatsesteenweg 8    | 51° 21′ 02″ nord, 4° 45′ 38″ est | 46832               | Téléverser                                           |
| (nl) Herenhuis in eclectische stijl                                             |                       |                                  | Rijkevorsel       | Hoogstraatsesteenweg 12   | 51° 21′ 04″ nord, 4° 45′ 39″ est | 46833               | Téléverser                                           |
| (nl) Burgerhuis in art deco, dubbelhuis                                         |                       |                                  | Rijkevorsel       | Hoogstraatsesteenweg 15   | 51° 21′ 03″ nord, 4° 45′ 35″ est | 46834               | Téléverser                                           |
| (nl) Jongensschool met onderwijzerswoning                                       |                       |                                  | Rijkevorsel       | Hoogstraatsesteenweg 17   | 51° 21′ 04″ nord, 4° 45′ 35″ est | 46835               | Téléverser                                           |
| (nl) Dorpshoeve, woonstalhuis                                                   |                       |                                  | Rijkevorsel       | Hoogstraatsesteenweg 18   | 51° 21′ 05″ nord, 4° 45′ 38″ est | 46836               | Téléverser                                           |
| (nl) Boerenarbeidershuis                                                        |                       |                                  | Rijkevorsel       | Hoogstraatsesteenweg 26   | 51° 21′ 07″ nord, 4° 45′ 39″ est | 46837               | Téléverser                                           |
| (nl) Enkelhuis                                                                  |                       |                                  | Rijkevorsel       | Hoogstraatsesteenweg 45   | 51° 21′ 11″ nord, 4° 45′ 34″ est | 46838               | Téléverser                                           |
| (nl) Enkelhuizen                                                                |                       |                                  | Rijkevorsel       | Hoogstraatsesteenweg 47   | 51° 21′ 12″ nord, 4° 45′ 34″ est | 46839               | Téléverser                                           |
| (nl) Enkelhuizen                                                                |                       |                                  | Rijkevorsel       | Hoogstraatsesteenweg 49   | 51° 21′ 12″ nord, 4° 45′ 34″ est | 46839               | Téléverser                                           |
| (nl) Enkelhuis                                                                  |                       |                                  | Rijkevorsel       | Hoogstraatsesteenweg 51   | 51° 21′ 12″ nord, 4° 45′ 34″ est | 46840               | Téléverser                                           |
| (nl) Herenhuis in eclectische stijl                                             |                       |                                  | Rijkevorsel       | Hoogstraatsesteenweg 68   | 51° 21′ 17″ nord, 4° 45′ 36″ est | 46841               | Téléverser                                           |
| (nl) Enkelhuis                                                                  |                       |                                  | Rijkevorsel       | Hoogstraatsesteenweg 87   | 51° 21′ 19″ nord, 4° 45′ 32″ est | 46842               | Téléverser                                           |
| (nl) Heeshoeve, woonstalhuis                                                    | Oui                   |                                  | Rijkevorsel       | Houtelweg 15              | 51° 22′ 54″ nord, 4° 44′ 27″ est | 46843               | Téléverser                                           |
| (nl) Louisa, gesloten hoevecomplex                                              | Oui                   |                                  | Rijkevorsel       | Houtelweg 21              | 51° 22′ 59″ nord, 4° 44′ 04″ est | 46844               | Téléverser                                           |
| (nl) Enkelhuis                                                                  |                       |                                  | Rijkevorsel       | Kasteelweg 10             | 51° 20′ 57″ nord, 4° 45′ 49″ est | 46845               | Téléverser                                           |
| (nl) Enkelhuis                                                                  |                       |                                  | Rijkevorsel       | Kasteelweg 12             | 51° 20′ 57″ nord, 4° 45′ 49″ est | 46845               | Téléverser                                           |
| (nl) Eclectisch dubbelhuis, directeurswoning                                    |                       |                                  | Rijkevorsel       | Kasteelweg 14             | 51° 20′ 58″ nord, 4° 45′ 50″ est | 46846               | Téléverser                                           |
| (nl) Parochiekerk Sint-Jozef                                                    | Oui                   |                                  | Rijkevorsel       | Kerkdreef 66              | 51° 19′ 45″ nord, 4° 46′ 57″ est | 46847               | Téléverser                                           |
| (nl) Zeven Weenkapellen                                                         | Oui                   |                                  | Rijkevorsel       | Kerkdreef 60              | 51° 19′ 47″ nord, 4° 46′ 56″ est | 46848               | Téléverser                                           |
| (nl) Zeven Weenkapellen                                                         | Oui                   |                                  | Rijkevorsel       | Kerkdreef 61              | 51° 19′ 47″ nord, 4° 46′ 56″ est | 46848               | Téléverser                                           |
| (nl) Pastorie van Sint-Jozef                                                    | Oui                   |                                  | Rijkevorsel       | Kerkdreef 61              | 51° 19′ 47″ nord, 4° 46′ 56″ est | 46849               | Téléverser                                           |
| (nl) Sint-Jozefgesticht, klooster en school                                     | Oui                   |                                  | Rijkevorsel       | Kerkdreef 63              | 51° 19′ 46″ nord, 4° 46′ 59″ est | 46850               | Téléverser                                           |
| (nl) Villa Hortensia, villa in eclectische stijl                                |                       |                                  | Rijkevorsel       | Leemputten 10             | 51° 23′ 06″ nord, 4° 45′ 24″ est | 46851               | Téléverser                                           |
| (nl) Villa De Patrijs, modernistische villa                                     |                       |                                  | Rijkevorsel       | Leopoldstraat 20          | 51° 21′ 09″ nord, 4° 45′ 30″ est | 46852               | Téléverser                                           |
| (nl) Stenen Bergmolen / Nieuwe Molen, graanwindmolen                            | Oui                   |                                  | Rijkevorsel       | Looiweg 43                | 51° 20′ 39″ nord, 4° 45′ 36″ est | 46853               | (nl) Stenen Bergmolen / Nieuwe Molen, graanwindmolen |
| (nl) Coolshoeve                                                                 |                       |                                  | Rijkevorsel       | Looiweg 165               | 51° 19′ 58″ nord, 4° 45′ 34″ est | 46854               | Téléverser                                           |
| (nl) Hof ter Looi of Coolseshof, eclectisch landhuis met neotraditionele inslag |                       |                                  | Rijkevorsel       | Looiweg 169               | 51° 19′ 50″ nord, 4° 45′ 43″ est | 46855               | Téléverser                                           |
| (nl) Groepering van sociale woningen                                            |                       |                                  | Rijkevorsel       | Lozenhofstraat 1          | 51° 20′ 40″ nord, 4° 45′ 19″ est | 46856               | Téléverser                                           |
| (nl) Groepering van sociale woningen                                            |                       |                                  | Rijkevorsel       | Lozenhofstraat 10         | 51° 20′ 40″ nord, 4° 45′ 19″ est | 46856               | Téléverser                                           |
| (nl) Groepering van sociale woningen                                            |                       |                                  | Rijkevorsel       | Lozenhofstraat 11         | 51° 20′ 40″ nord, 4° 45′ 19″ est | 46856               | Téléverser                                           |
| (nl) Groepering van sociale woningen                                            |                       |                                  | Rijkevorsel       | Lozenhofstraat 12         | 51° 20′ 40″ nord, 4° 45′ 19″ est | 46856               | Téléverser                                           |
| (nl) Groepering van sociale woningen                                            |                       |                                  | Rijkevorsel       | Lozenhofstraat 13         | 51° 20′ 40″ nord, 4° 45′ 19″ est | 46856               | Téléverser                                           |
| (nl) Groepering van sociale woningen                                            |                       |                                  | Rijkevorsel       | Lozenhofstraat 14         | 51° 20′ 40″ nord, 4° 45′ 19″ est | 46856               | Téléverser                                           |
| (nl) Groepering van sociale woningen                                            |                       |                                  | Rijkevorsel       | Lozenhofstraat 15         | 51° 20′ 40″ nord, 4° 45′ 19″ est | 46856               | Téléverser                                           |
| (nl) Groepering van sociale woningen                                            |                       |                                  | Rijkevorsel       | Lozenhofstraat 16         | 51° 20′ 40″ nord, 4° 45′ 19″ est | 46856               | Téléverser                                           |
| (nl) Groepering van sociale woningen                                            |                       |                                  | Rijkevorsel       | Lozenhofstraat 17         | 51° 20′ 40″ nord, 4° 45′ 19″ est | 46856               | Téléverser                                           |
| (nl) Groepering van sociale woningen                                            |                       |                                  | Rijkevorsel       | Lozenhofstraat 18         | 51° 20′ 40″ nord, 4° 45′ 19″ est | 46856               | Téléverser                                           |
| (nl) Groepering van sociale woningen                                            |                       |                                  | Rijkevorsel       | Lozenhofstraat 19         | 51° 20′ 40″ nord, 4° 45′ 19″ est | 46856               | Téléverser                                           |
| (nl) Groepering van sociale woningen                                            |                       |                                  | Rijkevorsel       | Lozenhofstraat 2          | 51° 20′ 40″ nord, 4° 45′ 19″ est | 46856               | Téléverser                                           |
| (nl) Groepering van sociale woningen                                            |                       |                                  | Rijkevorsel       | Lozenhofstraat 20         | 51° 20′ 40″ nord, 4° 45′ 19″ est | 46856               | Téléverser                                           |
| (nl) Groepering van sociale woningen                                            |                       |                                  | Rijkevorsel       | Lozenhofstraat 22         | 51° 20′ 40″ nord, 4° 45′ 19″ est | 46856               | Téléverser                                           |
| (nl) Groepering van sociale woningen                                            |                       |                                  | Rijkevorsel       | Lozenhofstraat 24         | 51° 20′ 40″ nord, 4° 45′ 19″ est | 46856               | Téléverser                                           |
| (nl) Groepering van sociale woningen                                            |                       |                                  | Rijkevorsel       | Lozenhofstraat 3          | 51° 20′ 40″ nord, 4° 45′ 19″ est | 46856               | Téléverser                                           |
| (nl) Groepering van sociale woningen                                            |                       |                                  | Rijkevorsel       | Lozenhofstraat 4          | 51° 20′ 40″ nord, 4° 45′ 19″ est | 46856               | Téléverser                                           |
| (nl) Groepering van sociale woningen                                            |                       |                                  | Rijkevorsel       | Lozenhofstraat 5          | 51° 20′ 40″ nord, 4° 45′ 19″ est | 46856               | Téléverser                                           |
| (nl) Groepering van sociale woningen                                            |                       |                                  | Rijkevorsel       | Lozenhofstraat 6          | 51° 20′ 40″ nord, 4° 45′ 19″ est | 46856               | Téléverser                                           |
| (nl) Groepering van sociale woningen                                            |                       |                                  | Rijkevorsel       | Lozenhofstraat 7          | 51° 20′ 40″ nord, 4° 45′ 19″ est | 46856               | Téléverser                                           |
| (nl) Groepering van sociale woningen                                            |                       |                                  | Rijkevorsel       | Lozenhofstraat 8          | 51° 20′ 40″ nord, 4° 45′ 19″ est | 46856               | Téléverser                                           |
| (nl) Groepering van sociale woningen                                            |                       |                                  | Rijkevorsel       | Lozenhofstraat 9          | 51° 20′ 40″ nord, 4° 45′ 19″ est | 46856               | Téléverser                                           |
| (nl) Woonstalhuis                                                               |                       |                                  | Rijkevorsel       | Middelstede 40            | 51° 20′ 53″ nord, 4° 46′ 04″ est | 46857               | Téléverser                                           |
| (nl) Middelstede                                                                |                       |                                  | Rijkevorsel       | Middelstede 46            | 51° 20′ 53″ nord, 4° 46′ 06″ est | 46858               | Téléverser                                           |
| (nl) Dubbelhuis                                                                 |                       |                                  | Rijkevorsel       | Molenstraat 1             | 51° 21′ 00″ nord, 4° 45′ 33″ est | 46859               | Téléverser                                           |
| (nl) Dubbelhuis, wevershuis en herberg                                          |                       |                                  | Rijkevorsel       | Molenstraat 25            | 51° 21′ 06″ nord, 4° 45′ 28″ est | 46860               | Téléverser                                           |
| (nl) Dubbelhuis                                                                 |                       |                                  | Rijkevorsel       | Molenstraat 36            | 51° 21′ 06″ nord, 4° 45′ 31″ est | 46861               | Téléverser                                           |
| (nl) Groepsbebouwing                                                            |                       |                                  | Rijkevorsel       | Molenstraat 57            | 51° 21′ 11″ nord, 4° 45′ 24″ est | 46862               | Téléverser                                           |
| (nl) Groepsbebouwing                                                            |                       |                                  | Rijkevorsel       | Molenstraat 59            | 51° 21′ 11″ nord, 4° 45′ 24″ est | 46862               | Téléverser                                           |
| (nl) Hoekperceel 't Bergske                                                     |                       |                                  | Rijkevorsel       | Molenstraat 74            | 51° 21′ 14″ nord, 4° 45′ 18″ est | 46863               | Téléverser                                           |
| (nl) Molenaarshuis                                                              |                       |                                  | Rijkevorsel       | Molenstraat 77            | 51° 21′ 11″ nord, 4° 45′ 16″ est | 46864               | Téléverser                                           |
| (nl) Sint-Luciakapel                                                            |                       |                                  | Rijkevorsel       | Molenstraat               | 51° 21′ 13″ nord, 4° 45′ 24″ est | 46865               | Téléverser                                           |
| (nl) Machinekamer van steenfabriek De Volharding                                |                       |                                  | Rijkevorsel       | Oostmalsesteenweg 204     | 51° 19′ 45″ nord, 4° 44′ 38″ est | 46866               | Téléverser                                           |
| (nl) Groepering van sociale woningen                                            |                       |                                  | Rijkevorsel       | Oostmalsesteenweg 54      | 51° 20′ 37″ nord, 4° 45′ 22″ est | 46867               | Téléverser                                           |
| (nl) Groepering van sociale woningen                                            |                       |                                  | Rijkevorsel       | Oostmalsesteenweg 56      | 51° 20′ 37″ nord, 4° 45′ 22″ est | 46867               | Téléverser                                           |
| (nl) Herberg                                                                    |                       |                                  | Rijkevorsel       | Prinsenpad 17             | 51° 20′ 54″ nord, 4° 45′ 32″ est | 46868               | Téléverser                                           |
| (nl) Steenbakkerij SAS                                                          |                       |                                  | Rijkevorsel       | Sint-Jozef 6              | 51° 19′ 51″ nord, 4° 46′ 32″ est | 46869               | Téléverser                                           |
| (nl) Sint-Jozefkapel                                                            | Oui                   |                                  | Rijkevorsel       | Sint-Jozef                | 51° 19′ 48″ nord, 4° 46′ 30″ est | 46870               | Téléverser                                           |
| (nl) Dubbelhuis in eclectische stijl                                            |                       |                                  | Rijkevorsel       | Sint-Jozef 42             | 51° 19′ 43″ nord, 4° 46′ 53″ est | 46871               | Téléverser                                           |
| (nl) Dubbelhuis                                                                 |                       |                                  | Rijkevorsel       | Sint-Jozef 43             | 51° 19′ 42″ nord, 4° 46′ 54″ est | 46872               | Téléverser                                           |
| (nl) Enkelhuis                                                                  |                       |                                  | Rijkevorsel       | Sint-Jozef 57             | 51° 19′ 42″ nord, 4° 47′ 04″ est | 46873               | Téléverser                                           |
| (nl) De Rij, tweemaal zes werkmanswoningen                                      |                       |                                  | Rijkevorsel       | Sint-Jozef 67             | 51° 19′ 41″ nord, 4° 47′ 14″ est | 46874               | Téléverser                                           |
| (nl) De Rij, tweemaal zes werkmanswoningen                                      |                       |                                  | Rijkevorsel       | Sint-Jozef 68             | 51° 19′ 41″ nord, 4° 47′ 14″ est | 46874               | Téléverser                                           |
| (nl) De Rij, tweemaal zes werkmanswoningen                                      |                       |                                  | Rijkevorsel       | Sint-Jozef 69             | 51° 19′ 41″ nord, 4° 47′ 14″ est | 46874               | Téléverser                                           |
| (nl) De Rij, tweemaal zes werkmanswoningen                                      |                       |                                  | Rijkevorsel       | Sint-Jozef 70             | 51° 19′ 41″ nord, 4° 47′ 14″ est | 46874               | Téléverser                                           |
| (nl) De Rij, tweemaal zes werkmanswoningen                                      |                       |                                  | Rijkevorsel       | Sint-Jozef 71             | 51° 19′ 41″ nord, 4° 47′ 14″ est | 46874               | Téléverser                                           |
| (nl) De Rij, tweemaal zes werkmanswoningen                                      |                       |                                  | Rijkevorsel       | Sint-Jozef 72             | 51° 19′ 41″ nord, 4° 47′ 14″ est | 46874               | Téléverser                                           |
| (nl) De Rij, tweemaal zes werkmanswoningen                                      |                       |                                  | Rijkevorsel       | Sint-Jozef 73             | 51° 19′ 41″ nord, 4° 47′ 14″ est | 46874               | Téléverser                                           |
| (nl) De Rij, tweemaal zes werkmanswoningen                                      |                       |                                  | Rijkevorsel       | Sint-Jozef 74             | 51° 19′ 41″ nord, 4° 47′ 14″ est | 46874               | Téléverser                                           |
| (nl) De Rij, tweemaal zes werkmanswoningen                                      |                       |                                  | Rijkevorsel       | Sint-Jozef 75             | 51° 19′ 41″ nord, 4° 47′ 14″ est | 46874               | Téléverser                                           |
| (nl) De Rij, tweemaal zes werkmanswoningen                                      |                       |                                  | Rijkevorsel       | Sint-Jozef 76             | 51° 19′ 41″ nord, 4° 47′ 14″ est | 46874               | Téléverser                                           |
| (nl) De Rij, tweemaal zes werkmanswoningen                                      |                       |                                  | Rijkevorsel       | Sint-Jozef 77             | 51° 19′ 41″ nord, 4° 47′ 14″ est | 46874               | Téléverser                                           |
| (nl) De Rij, tweemaal zes werkmanswoningen                                      |                       |                                  | Rijkevorsel       | Sint-Jozef 78             | 51° 19′ 41″ nord, 4° 47′ 14″ est | 46874               | Téléverser                                           |
| (nl) Villaatje                                                                  |                       |                                  | Rijkevorsel       | Sint-Lenaartsesteenweg 30 | 51° 20′ 58″ nord, 4° 45′ 20″ est | 46875               | Téléverser                                           |
| (nl) Woning Pleysier                                                            |                       |                                  | Rijkevorsel       | Sint-Lenaartsesteenweg 33 | 51° 20′ 56″ nord, 4° 45′ 19″ est | 46876               | Téléverser                                           |
| (nl) Kerkhof met dodenhuisje                                                    |                       |                                  | Rijkevorsel       | Sint-Lenaartsesteenweg    | 51° 20′ 57″ nord, 4° 45′ 12″ est | 46877               | Téléverser                                           |
| (nl) Arbeidershuizen van het dubbelhuistype                                     |                       |                                  | Rijkevorsel       | Stevennekens 141          | 51° 19′ 57″ nord, 4° 46′ 26″ est | 46878               | Téléverser                                           |
| (nl) Arbeidershuizen van het dubbelhuistype                                     |                       |                                  | Rijkevorsel       | Stevennekens 143          | 51° 19′ 57″ nord, 4° 46′ 26″ est | 46878               | Téléverser                                           |
| (nl) Winkelhuis                                                                 |                       |                                  | Rijkevorsel       | Vinkenpad 4               | 51° 20′ 49″ nord, 4° 45′ 39″ est | 46879               | Téléverser                                           |
| (nl) Kapel van Onze-Lieve-Vrouw met Kind Jezus                                  |                       |                                  | Rijkevorsel       | Vlimmersebaan             | 51° 19′ 18″ nord, 4° 46′ 27″ est | 46880               | Téléverser                                           |